# Lycaena albocellata
Lycaena albocellata är en fjärilsart som beskrevs av Gillmer 1904. Lycaena albocellata ingår i släktet Lycaena och familjen juvelvingar. Inga underarter finns listade i Catalogue of Life.